# Silas Condit
Silas Condit (* 18. August 1778 in Orange, New Jersey; † 29. November 1861 in Newark, New Jersey) war ein US-amerikanischer Politiker. Zwischen 1831 und 1833 vertrat er den Bundesstaat New Jersey im US-Repräsentantenhaus.

## Werdegang
Silas Condit war der Sohn von US-Senator John Condit (1755–1834). Er besuchte bis 1795 das Princeton College und wurde danach in Orange im Handel tätig. Später zog er nach Newark. Zwischen 1804 und 1811 arbeitete Condit für die Bezirksverwaltung im Essex County. Von 1813 bis 1816 war er dort als Sheriff Polizeichef. In den Jahren 1812, 1813 und 1816 saß er in der New Jersey General Assembly. Von 1819 bis 1822 gehörte er dem New Jersey Legislative Council an, dem Vorläufer des Staatssenats. Condit engagierte sich auch im Bankgewerbe und war von 1820 bis 1842 Präsident der Newark Banking Co.
Politisch schloss sich Condit in den 1820er Jahren der Bewegung um Präsident John Quincy Adams an und wurde Mitglied der National Republican Party. Bei den Kongresswahlen des Jahres 1830 wurde er für den sechsten Sitz von New Jersey in das US-Repräsentantenhaus in Washington, D.C. gewählt, wo er am 4. März 1831 die Nachfolge von Isaac Pierson antrat. Bis zum 3. März 1833 konnte er eine Legislaturperiode im Kongress absolvieren. Seit dem Amtsantritt von Präsident Andrew Jackson im Jahr 1829 wurde innerhalb und außerhalb des Kongresses heftig über dessen Politik diskutiert. Dabei ging es um die umstrittene Durchsetzung des Indian Removal Act, den Konflikt mit dem Staat South Carolina, der in der Nullifikationskrise gipfelte, und die Bankenpolitik des Präsidenten.
Nach dem Ende seiner Zeit im US-Repräsentantenhaus arbeitete Silas Condit weiterhin im Bankgewerbe. Im Jahr 1844 gehörte er einer Kommission zur Überarbeitung der Staatsverfassung von New Jersey an. Er starb am 29. November 1861 in Newark.